# 炭鉱

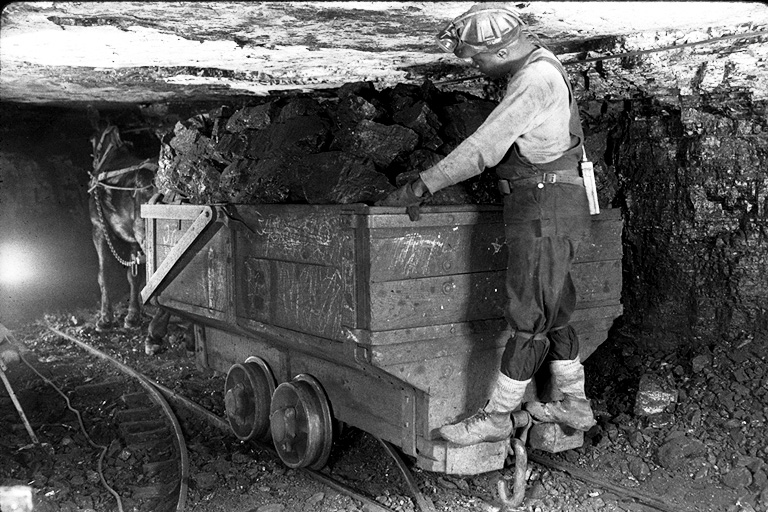
ラバに曳かせるトロッコで石炭を運び出す場面

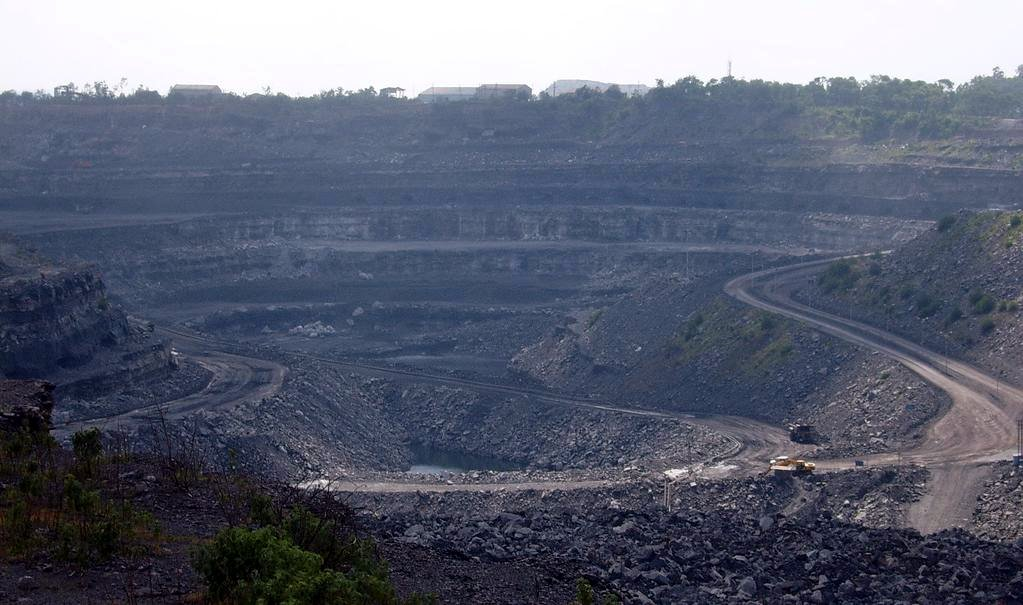
インドにある炭鉱（露天掘り）

炭鉱（たんこう、英語：coal mine）は、石炭または亜炭を掘り出すための鉱山のこと。大規模な炭鉱は炭田（たんでん）とも呼ばれ、大規模なものは、中国の大同炭田、萍郷炭田などのほか、アメリカのアパラチア炭田、ロッキー炭田、カザフスタンのカラガンダ炭田、クズネツク炭田、ウクライナのドネツ炭田などであり、他に、インドのダモダル炭田、ポーランドのシロンスク炭田、日本での輸入が多いオーストラリアのモウラ炭田などが有名である。
なお、しばしば上記意味に対し、炭鉱と同じ読みの炭礦の表記が当てられる。その理由として石炭が金属ではなく、その採掘地を金属鉱山とも呼べないため、漢字の偏が「金偏」ではなく「石偏」となるのが正しいためとも主張される。また、石炭採掘の坑道という意味で通常用いられる炭坑もしばしば炭鉱を指すために使われる。本項目では上記定義が示す用語を「炭鉱」に統一し記述する。

## 歴史
石炭の採掘の歴史は、中国大陸の考古学的形跡から紀元前約3490年以降とされる。当初は鉱脈に沿って採掘する樋押採掘、ベルピットと呼ばれる縦穴を掘った後に底の周囲を（鐘の形状に）採掘する手法が取られた。
日本では、江戸時代末期から筑豊、唐津地方で採掘された石炭が個人消費されており、薪の代用とされていた。

### 産業革命後
本格的な炭鉱開発が世界的に始まったのは18世紀に入ってからであった。背景にはその時期に製鉄と燃料の需要が急速に高まったことを上げることができる。
- 製鉄は、鉄を精錬するための原料に近世に入るまで木炭を利用していた。しかし木炭は大がかりな設備への使用は適さず、期待される需要に木炭で応えるには木材の消費量が過大となり、実際に製鉄を行っている地域の木材の消費は限界に達した。その結果、燃料費が高騰し、需要の急激な増加に追いつかなかった。

1612年になると、イギリスのスタードバントが石炭を原料とした骸炭を使った製鉄法を発明し、後にダッド・ダドリー、エイブラハム・ダービー1世らの改良により鉄の生産能力が高まり、それに伴い炭鉱開発も発展を遂げるようになる。
- 燃料としての需要は、特にイギリスにおいて後に産業革命の原動力となった蒸気機関の発展と歩調を合わせたものであった。蒸気機関が紡績工場の動力として用いられるようになると、その熱源として石炭が重宝されるようになったのである。
- 石炭ガスの利用により、多種の化学物質を石炭から抽出等する石炭化学が発展した。
- 1882年、トーマス・エジソンが世界で最初の石炭火力発電所パール・ストリート・ステーション（英語版）をニューヨークに建設した[2]。2009年の時点で、世界の電源構成比率における石炭火力発電の割合は約40%となっている[3]。

日米和親条約締結後、函館などの港の開港により船舶への燃料供給の必要性が高まり、函館港向けに1856年（安政3年）現在の釧路市岩見浜の石炭露鉱を開発しその後1857年（安政4年）蝦夷地(北海道)白糠町釧路炭田が日本初の洋式坑内掘炭鉱として開発された。さらに財政が逼迫していた諸藩が陣頭指揮をとって、炭鉱を開発していくようになる。当初は軌道に乗らなかったものの、瀬戸内地方の製塩業者向けの販路を見出すと大きく発展を遂げた。その当時の製塩では海水塩を蒸発させる燃料に松やにを利用していたが、その松やにの価格が高騰し、低価格であった石炭が歓迎されたのである。

## 炭鉱での採掘法
地表近くに鉱床が存在する炭田では露天掘りが行われるが、それに適さない場合は地表から炭層まで坑道を掘り下げ、炭層に切羽という作業現場を作り採炭を行う「坑内掘り」が行われる。

### 坑内掘り

#### 開発手法による分類
採掘区域の開発手法により、2種類の採掘法がある。
柱房式採掘法（ルーム・アンド・ピラー法）
採掘区域の炭層を幅7-8mごとに切羽と炭柱に分け、碁盤目状に炭柱を残して採掘していく方法。炭柱部分は天盤を支えるため採掘せずに残す場合が多い。技術的には比較的難易度が低く、費用も低い。炭層が厚く埋蔵量の多い炭田ではこの方法を採り続けた例が多く、アメリカの炭鉱で大規模に発達した。炭柱を残すため実収率が低い欠点があり、ドイツをはじめとする欧州や日本の炭鉱は後述の長壁式採掘法に移行した。
長壁式採掘法
採掘区域に20-200m程度の間隔で並行する2本の坑道（肩坑道と深坑道）を設け、その間の長い炭壁を切羽として一気に採掘する方法。採掘跡は広大な空洞となり、そのままでは切羽に地圧がかかって危険となるため、採掘跡の天盤を発破で崩す（「ばらし」）、ズリ等を詰める（「充てん」）などの方法で地圧を軽減する対策が採られる。炭柱を残さず実収率が高いことから、欧州や日本の炭鉱で多く採用された。

#### 採炭方法による分類

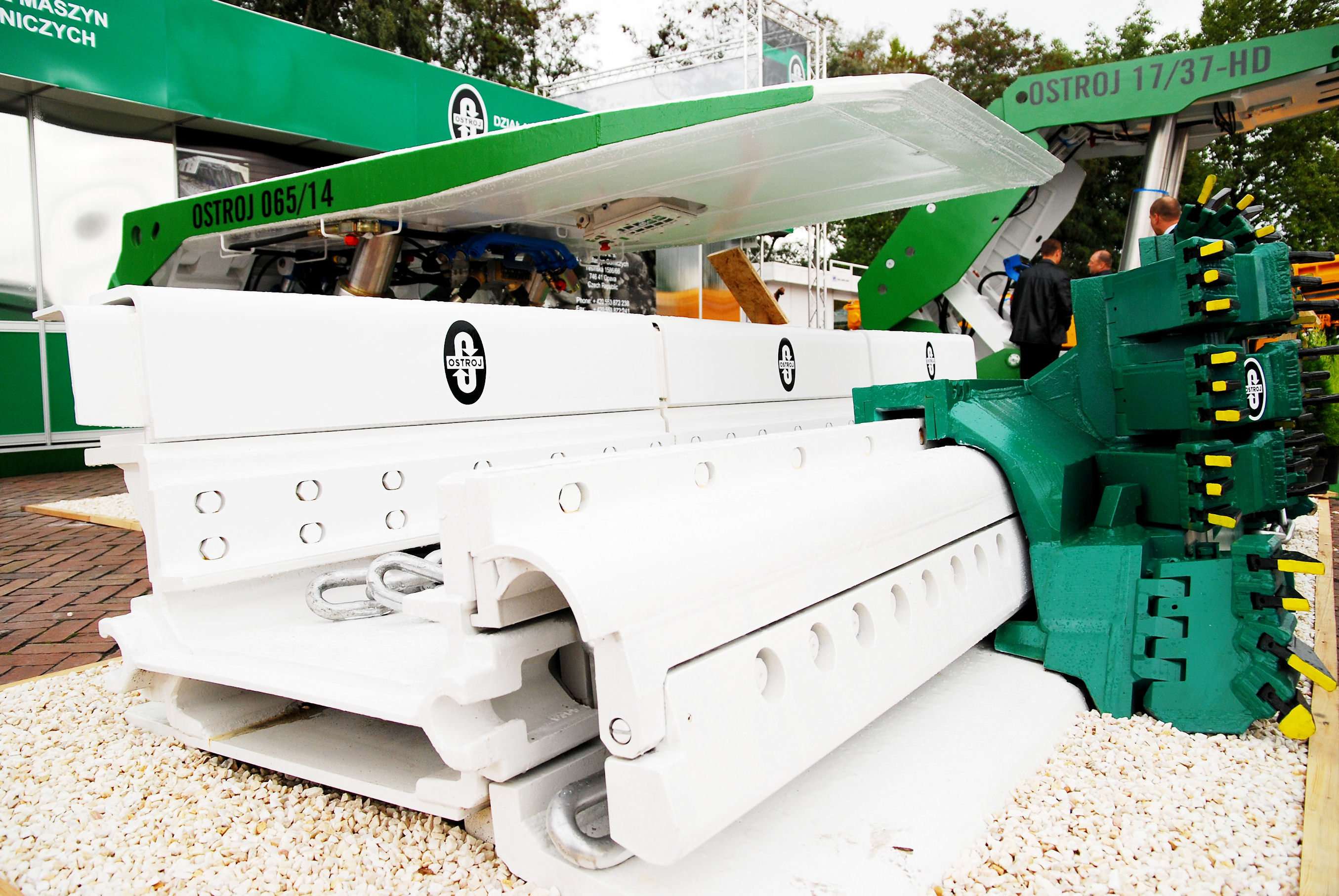
ホーベル採炭機の例

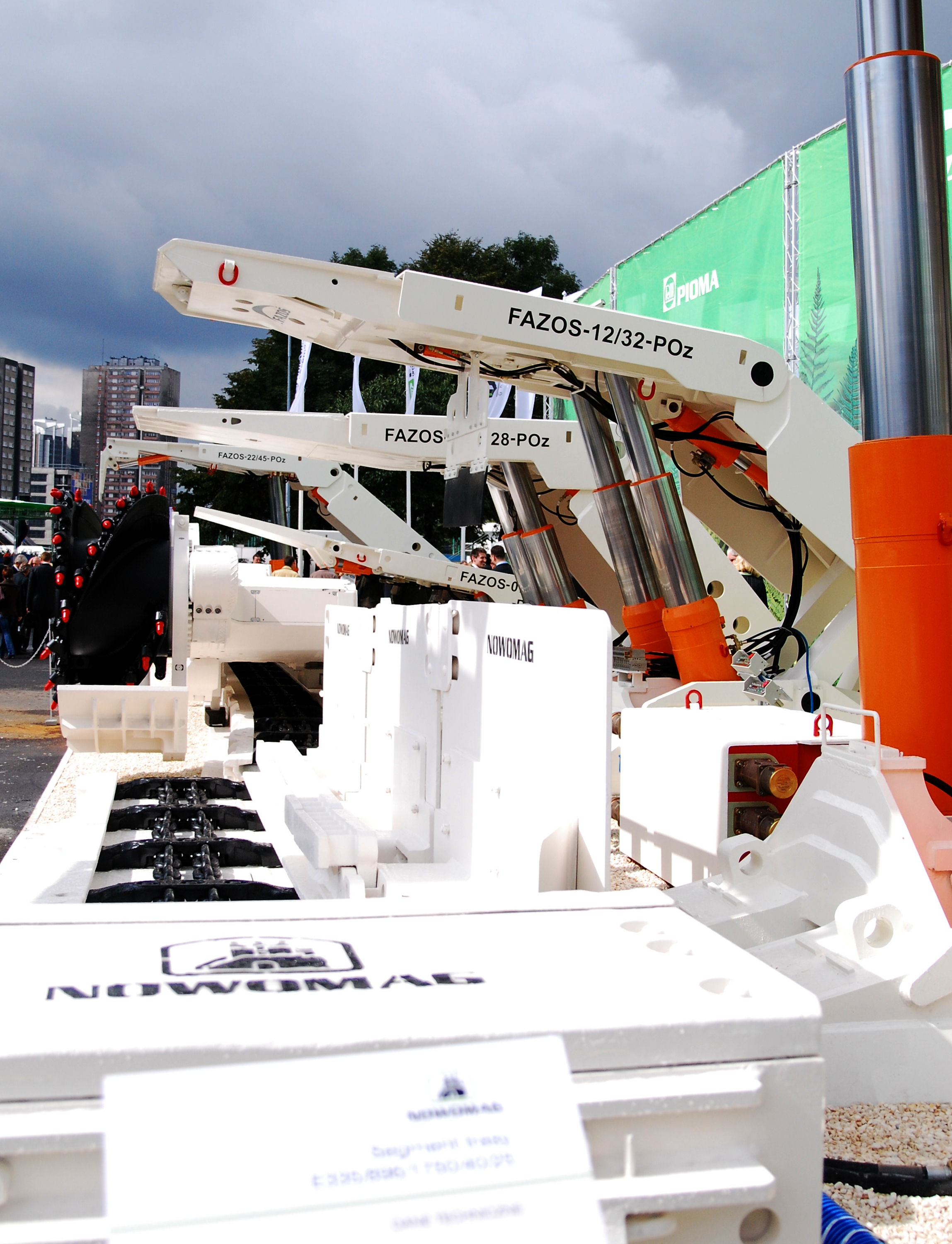
ドラムカッターと自走枠の例

切羽での採炭方法は、技術の発達により改良が重ねられた。主な採炭法を以下に示す。
手掘り
主につるはしを用いて人力で採炭する方法。つるはしは磨耗が激しくひんぱんに交換が必要となるため、採炭用には先端部のみを交換するように改良されたものが使用された。
ピック採炭法
圧縮空気で作動するコールピック（採炭用に改良された小型削岩機の一種）で採炭する方法。
発破採炭法
炭壁にドリルなどで穴を開けて爆薬を装てんし、爆破して崩すことにより採炭する方法。
ホーベル採炭法
切羽に沿って動作する炭壁切削刃（ホーベル）によって連続して炭壁を崩して採炭する方法。ドイツで開発され、1950年代後期頃から日本の炭鉱にも導入された。ホーベルの動作ガイドを兼ねてコンベアトラフが敷設され、ホーベルはこのガイド上で切羽に並行に往復動作を行う。ホーベルの切削刃が炭層に密着するようコンベアトラフは背後からシフター（空気圧または水圧ピストン）によって切羽に押し付けられ、切削によって切羽面が前進するとそれに合わせて機材全体も前進する。採炭と搬出を一連のシステムで行う機材として開発され、後にカッター採炭法に発展した。ホーベル自体も、カッター採炭に適さない環境（炭層中に硬い珪化木が多い等）の炭鉱向けに使用が続けられ、自走枠との組み合わせ等の改良も行われた。
カッター採炭法
炭壁を機械的に破砕する重機（コールカッター）によって採炭する方法。コールカッターは元来、切削刃を植えたチェーンソー様式の機械で、発破の前工程として炭壁に切削溝（「透かし」と称する）を刻み込み、炭壁を崩しやすくする採炭補助機材であった。その切削部を、円筒型の回転体にスパイラル状に切削刃を植えたドラムカッター様式とし、カッター自体で連続的に採炭を行うよう改良されたものが開発され、さらに、ホーベル採炭機の炭壁切削部をこのドラムカッターに置き換えてコンベアトラフと組み合わせた採炭・搬出システムに発達した。ホーベルの場合と比較して一度に削り取る幅が大きく、より効率的となっている。その後、採炭現場を保護する鉄柱・鉄梁（「カッペ」）を一体化した自走枠システムとも組み合わせることで機械化採炭システムへと発達し、1980年代頃には日本の主要炭鉱の多くがこの発達型を採用していた。炭鉱によってはSD採炭法とも称された。
水力採炭法
ノズル（「モニター」と呼ばれる）からの高圧放水により炭壁を破砕して採炭し、破砕した石炭をポンプで水とともに流送して坑外に搬出する採炭方法。旧ソ連で開発・実用された。日本にも技術導入され、炭層が急傾斜である等採掘条件が厳しい炭鉱（三井砂川炭鉱など）で採用された。

## 炭鉱の構造（坑内掘りの場合）

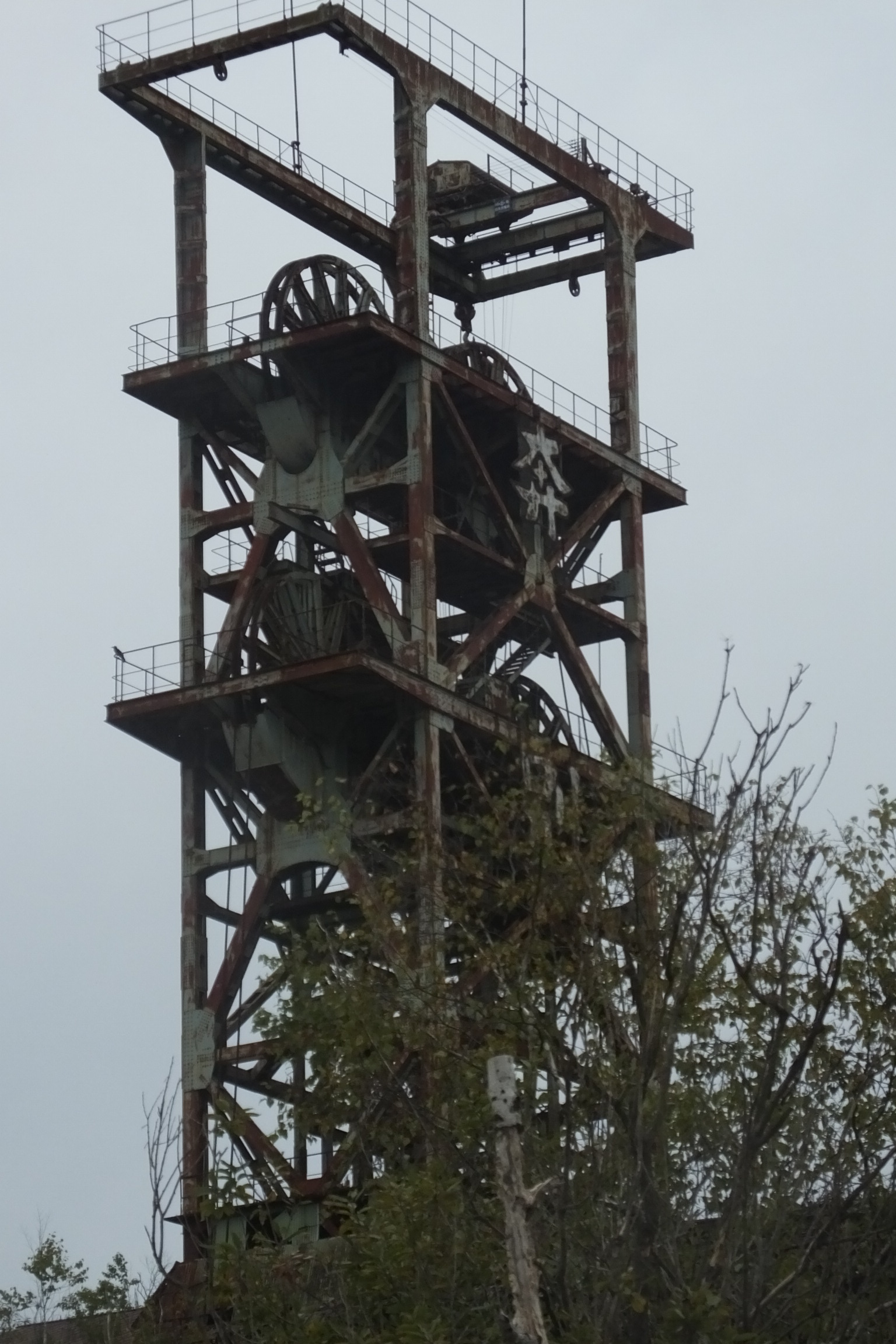
住友奔別炭鉱立坑櫓

炭鉱は石炭の採掘地に作られるものであるが、石炭の分布、すなわち炭層は幾重にも重なっている。したがって採炭条件もそれにしたがい、採炭地である切羽の場所も深層化していく。そのため、人員、採掘機具、あるいは排水や通風のための道を開ける必要もあり、最低二本以上の主要坑道を掘っていく。この坑道には人員を載せる人車、採掘した石炭を乗せる炭車を走行させる。
掘り方によって立坑、斜坑、水平坑などと呼ばれるが、日本では斜坑が多く、継ぎ接ぎされて段重ねになっていた。1961年（昭和36年）での日本の炭鉱における平均切羽深度は地下250mである。ところが、日本より早く採炭が進んだイギリス、ドイツでは750mにも達していた。これは前述の長壁式採掘法の発展と関係しており、労働の集約、産炭の効率化を図った結果であり、ルール炭田では特に優れた合理化システムが確立していた。しかし、日本では後に斜坑での限界を感じ、立坑にシフトしている。これは日本の炭鉱が地層の年代が相対的に若く、そのため地形が褶曲（しゅうきょく）し、採掘が困難であるほか、ガスや水が多く含まれているため、それによる品質の劣化、あるいは大規模な事故を幾度となく体験してきたためである。

### 炭鉱構造発展の歴史
露頭採炭から沿層の地下採炭に移るにつれて、湧水と可燃性ガスが問題となった。これらは初期の技術力では、炭坑の寿命を決定する最大の要因になっていた。したがって排水の機械化と換気体系の成立は、深層採炭の前提条件であった。
湧水の問題
- 自然排水から排水具へ

14世紀半ばから炭層が水準上にある丘陵地帯の炭坑では、山腹に搬出路を兼ねた排水通洞を掘り自然排水する横坑採炭、搬出は竪坑で専用の排水通洞を掘った横洞式浅層採炭が採用され、1600年代には一般的なものとなった。しかし、この方法では平野や横穴が掘れない地層構造などの難点があり、17世紀初頭に排水通洞の普及と共に排水具が一般的なものとして導入された。
人や馬を動力とする釣瓶式排水機(windlass)や手動ポンプが導入され、これらはそれまでの横坑式の炭坑構造に対して、竪坑構造を中心に斜坑採炭を行うイギリス式の採掘法を決定づける原型となった。しかし、それらの導入でも揚水能力は最大地下15m程度で、一般的に行われた途中に溜池を作り段階的に揚水しても炭鉱の深さが72mを超えるものはほとんどなかった。当時は限界に達すれば、すぐ次の場所で採掘する為、炭鉱の寿命も大抵1年程度であった。
- 排水機関の出現

17世紀後半になると地表近くの鉱脈も少なくなり、それを知っていた炭鉱町近郊で育ったトーマス・セイヴァリは1698年に蒸気機関を使った吸いあげポンプ「The Miner's Friend」を発明し炭鉱に導入した。しかし、揚水能力のロスが大きく、信頼性・運用性に問題があった。それらは1705年にダートマスの鍛冶職人トーマス・ニューコメンが発明した大気圧機関によって改善された。これらの発明は数々の炭鉱に導入されたが、特許料の関係で一般的な普及には特許の切れる1733年まで待たなければならなかった。

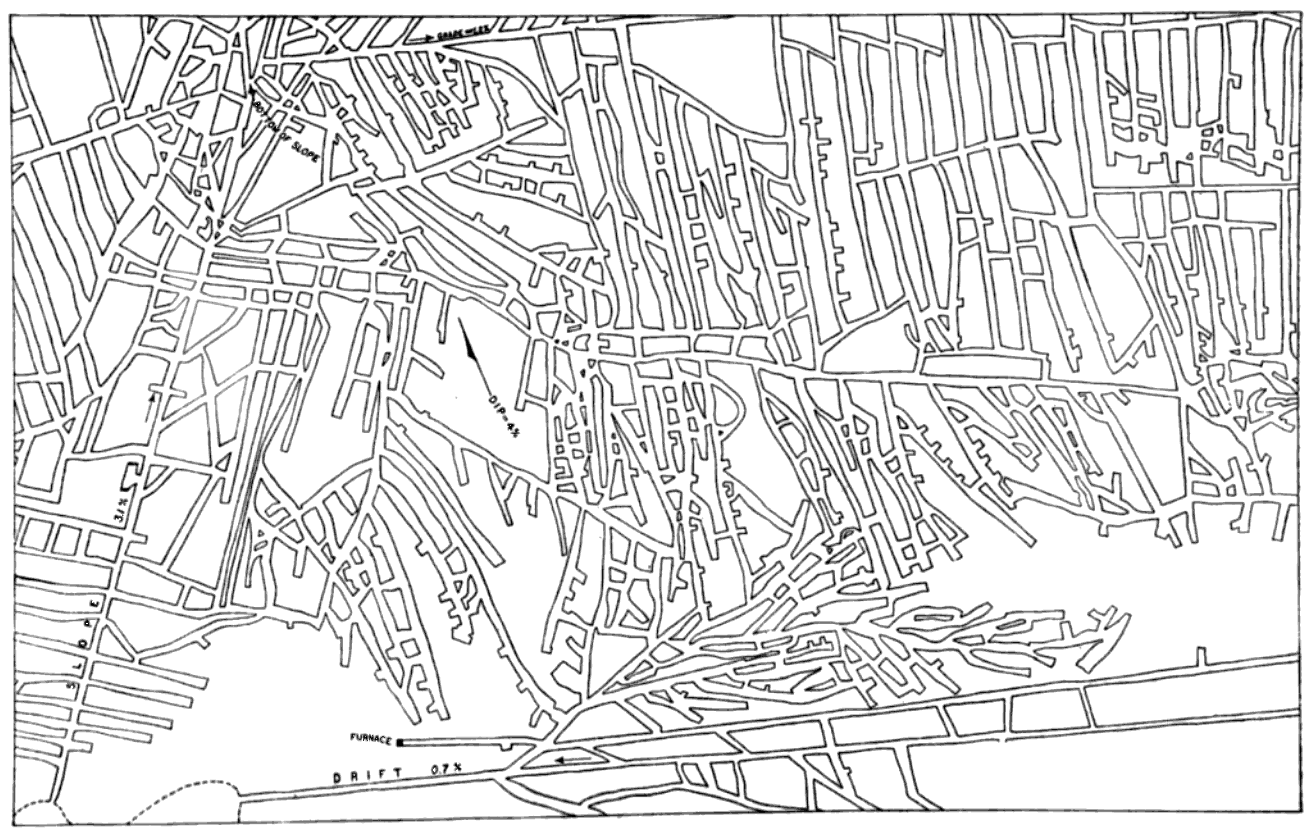
1850年のメリーランド炭鉱

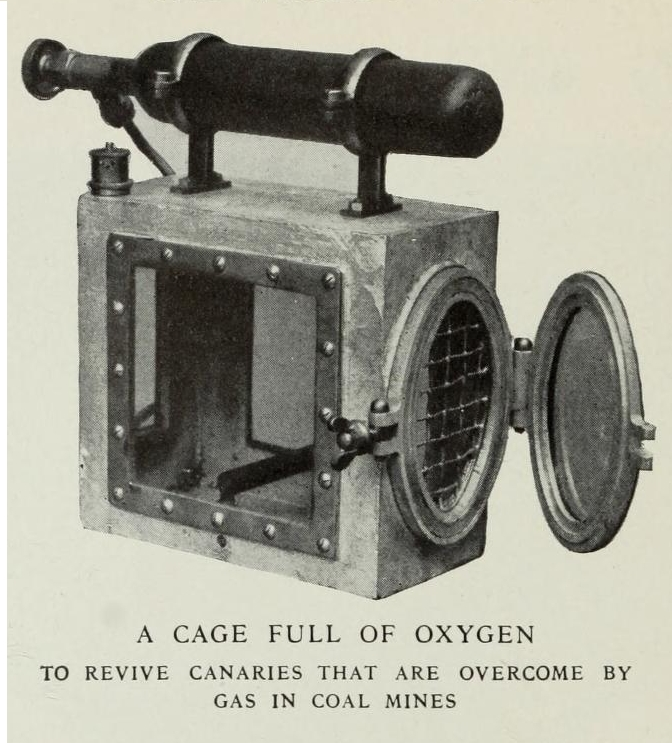
有毒ガスに敏感なカナリアを入れる酸素ボンベ付きのRevival cage（カナリア蘇生装置付きケージ）。イギリスでは1986年に電子ガス検知器へ置き換わるまで使用された。

換気体系の成立
- 火籠

湧水の問題を解決すると、炭鉱の規模は縦横方向に複雑になるに至った。結果17世紀後半では、炭鉱内に溜まった可燃性ガスは外に排出されず炭鉱火災は頻発し、また酸素の供給が無ければ窒息などの作業環境の悪化を招いた。その対策として、17世紀までの外と中の気温差を利用した自然対流から、排気口の下部で火を焚いたり、各所に火籠をつるし空気の対流の促進をはかった。しかし、これらの対策は可燃性ガスと空気との混合を促進したことから空気を燃えやすいものに変え火災の原因ともなった。
- 閉鎖とファイアマン

炭鉱内に溜まったガスに対して、とくに濃い場所は密閉し閉鎖するか、1677年に実施されたファイアマンという特殊な炭鉱夫によって、人為的にガスを燃焼させる対策が19世紀前半になるまで小規模の炭鉱で取られた。
- 換気体系の整備

上記の方法は大規模な炭鉱では難しく、換気システムの体系化が迫られた。18世紀初めに木製の遮断壁（一時的な布製の物はカーテンと呼ばれた）を坑道に設ける Face Airingの制度が考案され、1760年にスペンディングが考案した木製やレンガ製の遮断壁で入気坑と排気坑を分離し、各所に連絡用のトラップドアを設置するcoursing the air制度に発展した。それだけでは不十分で1810年には、ジョン・バドルが更に発展させ、炭鉱内の通気エリアを区分して制御するAir Splittingシステムを構築した。
- 二本の竪坑

1862年にハートレー炭鉱事故が発生した。この事故はビームエンジンのビーム（天秤の竿）の片側が落下して、落下中に接触したブラティスと呼ばれる通気用の木製パイプのほとんどが破損した。結果、炭鉱下部に居た炭鉱夫全員が一酸化炭素中毒で窒息死した。一本だけの竪坑では換気に問題があると考えられたため、1862年8月7日議員立法が可決され、すべての新鉱山には排気用と通気用の二本の竪坑が義務付けられ、既存の鉱山も1864年末までに同様に義務付ける鉱山条例が制定された。
- 換気扇の設置

1849年には、換気扇が導入されていた。

### 坑内の電化・機械化

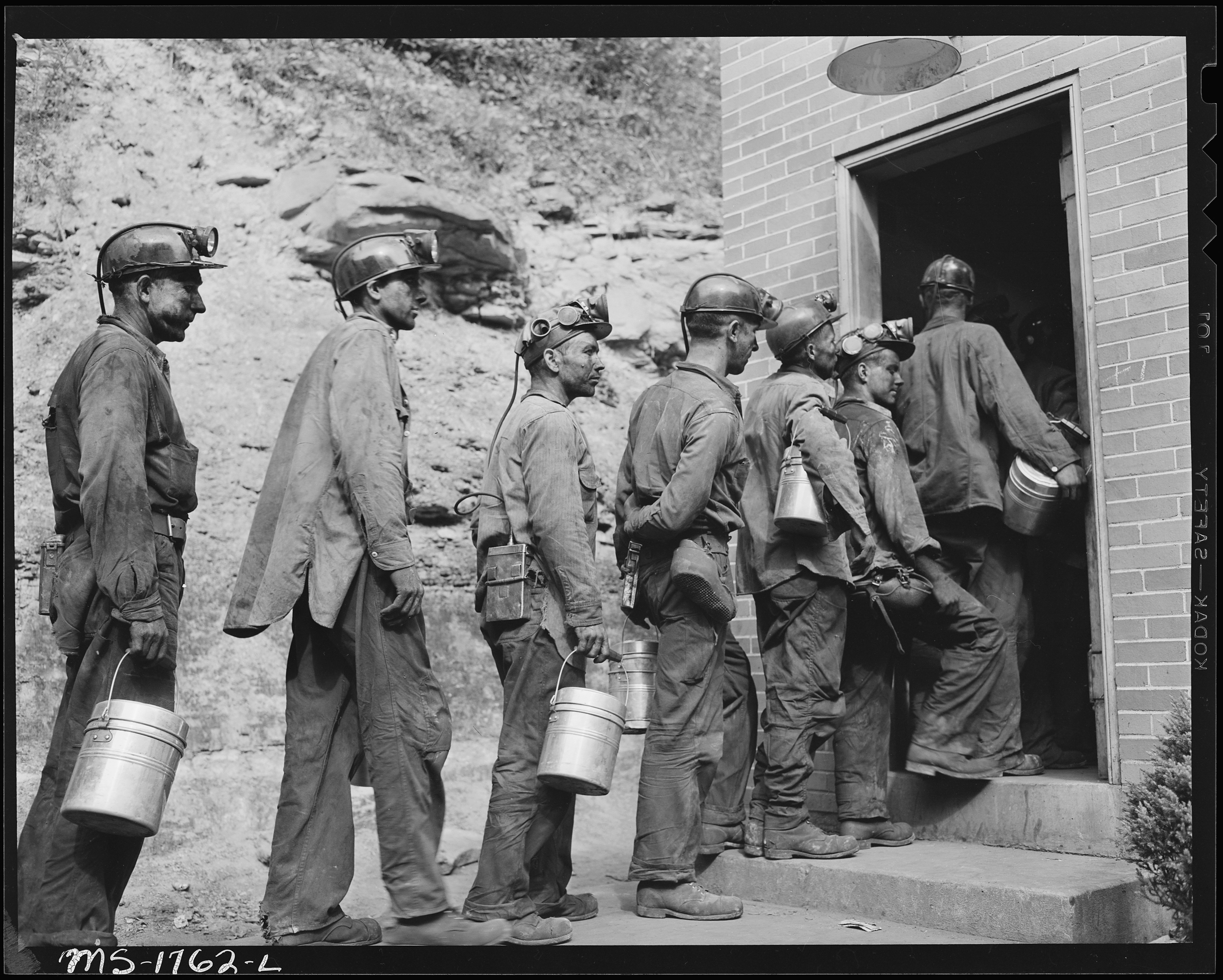
作業を終えてヘルメットライトを整備と充電のためにランプハウスへ預けにいく作業員たち。

運搬
主要炭鉱では19世紀半ばから機械化が進んでいった。それまでは児童や女性や成人男性や馬がワゴンを運んでいた。
照明具
炭鉱は1900年代初めに電灯が開発されるまで、蝋燭などによる照明に頼っていた。それは石炭の微粉末コールダストや爆発ガスなどの爆発火災を実際に引き起こすため、代用品や安全灯が開発された。
- 代用品、回避策

安全な代用品として、生物発光を起こす「乾いた魚の皮」、蛍の入ったボトルが利用された。
また、少しの火花なら発火しないと考え、回転する金属のディスクと歯車を接触させる装置を使用した。幸運にも1人死亡ですんだ。
ろうそくを床から持ち上げるとき、炎の先端が伸び青い光を放ったら可燃性ガスがあると判断する。
- 歴史
  - 1815年 安全灯デービー灯発明（しかし、この安全灯にも問題があり火災が起きている）
  - 1859年 William Clarkが、初めて電灯の特許取得
  - 1881年 ジョゼフ・スワンが白熱電灯発明[16]
  - 1900年 炭鉱に電灯設置
  - 1930年 ヘルメットライト（英語版）

## 炭鉱事故

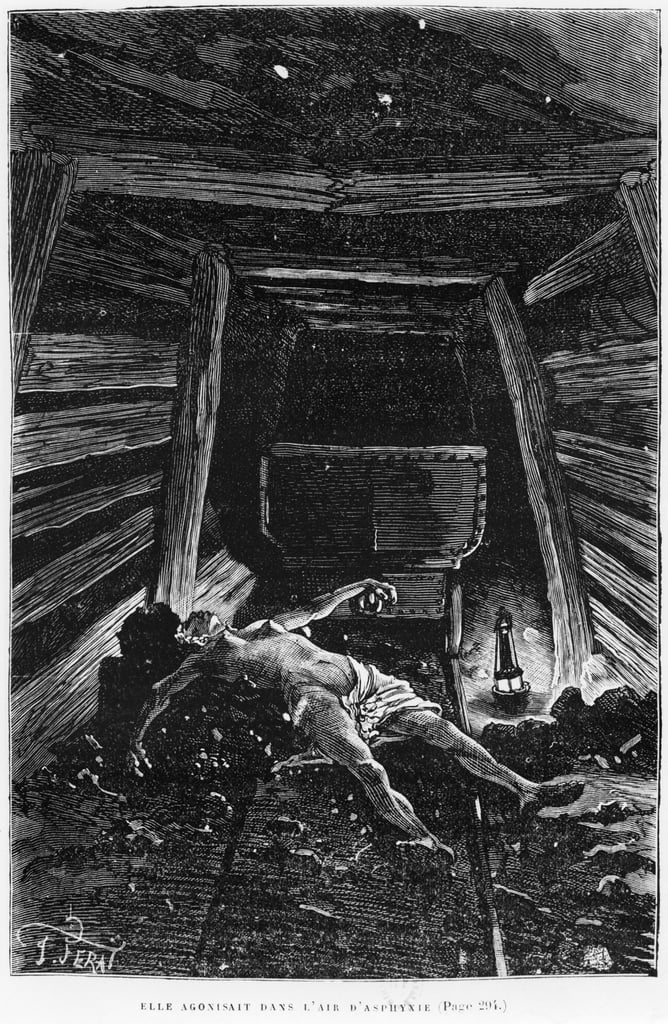
1880年代の落盤事故で坑道に閉じ込められた女性労働者（エミール・ゾラ「ジェルミナール」より）

採掘によって起こりえる事故は、以下に分類される。
ガス突出
石炭を含む炭層には、石炭が生成される時の副産物としてメタンガスが溜まっていることが多い。これを大量に含む個所を掘り抜いた時に発生する。メタンガスそのものは人体には無害であり、空気よりも軽いため通常は上昇するが、閉鎖空間の坑内で大量に噴出すると空気が追い出され、作業員は酸素欠乏症や、最悪の場合は窒息死することになる。一酸化炭素などの有毒ガスが同時に溜まっている場合、ガス中毒者を出すこともある。また、可燃性のメタンガスが一挙に噴出するため、直後にガス爆発などが発生することが多い。
ガス爆発
上記したようなメタンガスが大量に突出すると、静電気や火花など様々な原因によって爆発事故を誘発しやすくなる。特に閉鎖空間での作業となる坑内掘りでは、ガス突出事故の早期検知目的も兼ねてメタンガスの濃度を常時監視する必要がある。また、予めボーリングを行ってガスを抜く対策が重要であるが、十分に行われない場合は大量のガス突出を招き、大規模な爆発事故につながることとなる。21世紀初頭に至り、最新の設備を充実させてもガス爆発を防ぐ抜本的な解決法は確立されておらず、途上国の炭鉱ではたびたび事故が発生している。爆発による熱や衝撃、一酸化炭素などで多数の作業員が危険に晒され、また衝撃による落盤の発生によって生存者の早期救出が阻まれる場合も多い。
粉塵爆発
炭鉱内には石炭の粉塵が発生しやすい。これに掘削を行なう際に発生した火花などによって引火して爆発が起こることもある。またトロッコを走らせている最中にレールに付着した粉塵に車輪との摩擦熱で着火爆発した例もある。石炭の大部分が炭素であるためメタンガスによる爆発以上に一酸化炭素による死傷者が発生しやすい危険な事故である。通常は水撒きなどでリスクを最小限に抑えられる。
坑内火災
炭鉱事故の中でも特に被害が大きくなりやすい事故である。ガスや炭塵の爆発に続いて発生することが多い。通常の火災と違い、周囲に可燃物である石炭が大量に存在するため、鎮火するまでに長時間かかることがほとんどである。例えば、北炭夕張炭鉱の神通坑では1924年に発生した火災が90年以上経った2016年現在においても鎮火していない。また、坑道が煙突となって熱や煙、一酸化炭素の通り道になるため、一度発生すると多くの犠牲者を出すことになる。坑道の入口を塞いで酸欠状態にすることで火を消し止める手法が一般的だが、最終手段として近くの川などから注水して坑道を水没させる手法も採られることがある。ただし、いずれの場合も作業員を事前に救出する手段を講じる必要があるが、1981年に発生した北炭夕張新炭鉱ガス突出事故では、坑内に安否不明の作業員が取り残された状態で注水作業を開始せざるを得なかったため、会社側は多くの批判を浴びた。
海水流入
海底に鉱区がある炭鉱で落盤が起きた時に発生する事故である。海底炭鉱では坑内火災をも超える最悪の事故で、噴出した大量の海水によって坑道が一瞬のうちに水没するため、坑内の作業員のほとんどが溺死する可能性が高い。また、排水や救出はおろか遺体の搬出すら不可能であり、そのまま坑道が放棄されることになる。

## 炭鉱作業者（炭鉱夫、炭鉱技術者）
石炭は元々労働者の手作業で採掘していたものであり、多くの労働力を必要とした。男性の場合は「炭鉱夫」と呼ばれる。
日本
北海道では囚人鉱夫も使役された。
第二次世界大戦後には、いわゆる傾斜生産方式を背景に各地の炭鉱に労働者が集まった。
- 山本作兵衛 - 福岡県出身の炭鉱労働者、ユネスコ記憶遺産（世界の記憶）の登録を受けた炭鉱画を作った炭鉱記録画家[18]。

イギリス
19世紀初頭、子供や女性はhurrier、またはcoal drawer、coal thrusterと呼ばれる運び屋として雇われた。女性は一人で運ぶのは難しかった事から子供が手伝い、それらの作業はしばしば12時間のシフトで積み下ろしを行った。
3歳から4歳の児童が雇用され、男女の区別なく仕事に従事した。運び屋はthrustersと呼ばれ、頭や体全体で押すことから毛髪が失われることもあった。力の無い子供はcoal trappersとして雇われた。彼らの仕事は、ワゴン通過時の換気用のトラップドアの操作などである。鉱山が大きくなると人力では難しくなり、10歳から14歳の子供はcoal driversと呼ばれるワゴンを引く馬を誘導する作業があてがわれた。
1842年になると、10歳以下の鉱山での雇用は「Mines and Collieries Act 1842」によって禁止された。1870年には、5歳から13歳までのすべての子供が学校に通うことが義務づけられ、多くの炭鉱で従事した子供は辞めてしまったが、1920年代では学校を去った者の一般的な職であった。
炭鉱技術者
- アレクセイ・スタハノフ
- ベンジャミン・スミス・ライマン:明治期の日本政府に雇われた炭鉱開発技術者

### 炭鉱作業者のギャラリー

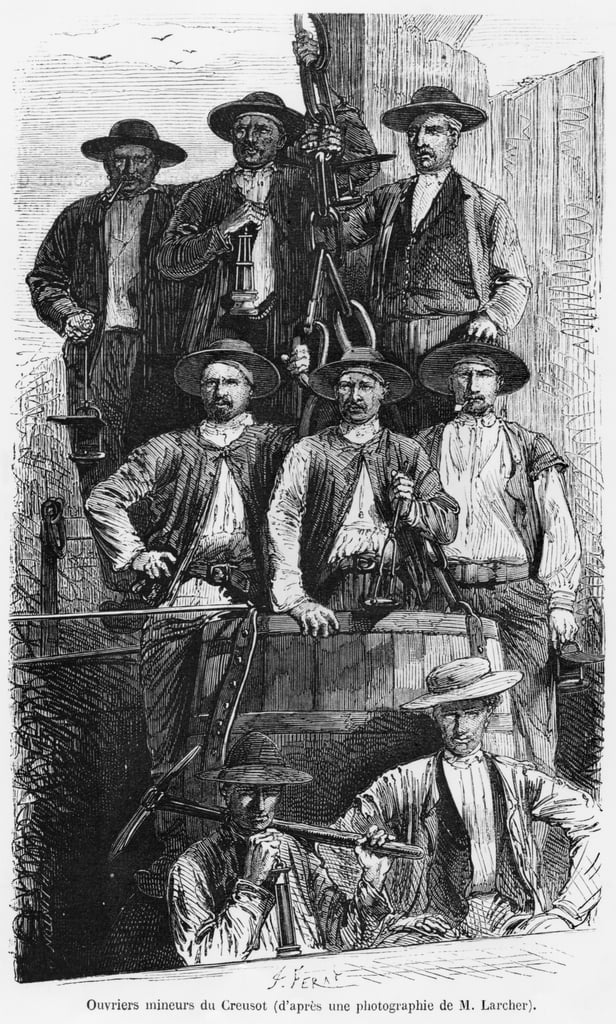
フランス、ル・クルーゾの炭鉱夫（1880年）ジュール・トゥルガン「フランスの大工場」より[注 3]
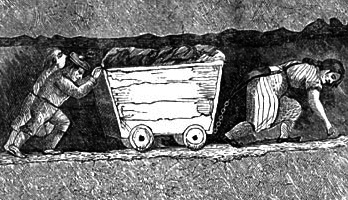
石炭を満載したコーフと呼ばれるワゴンを運ぶ様子 J Cobden.のThe White Slaves of Englandから
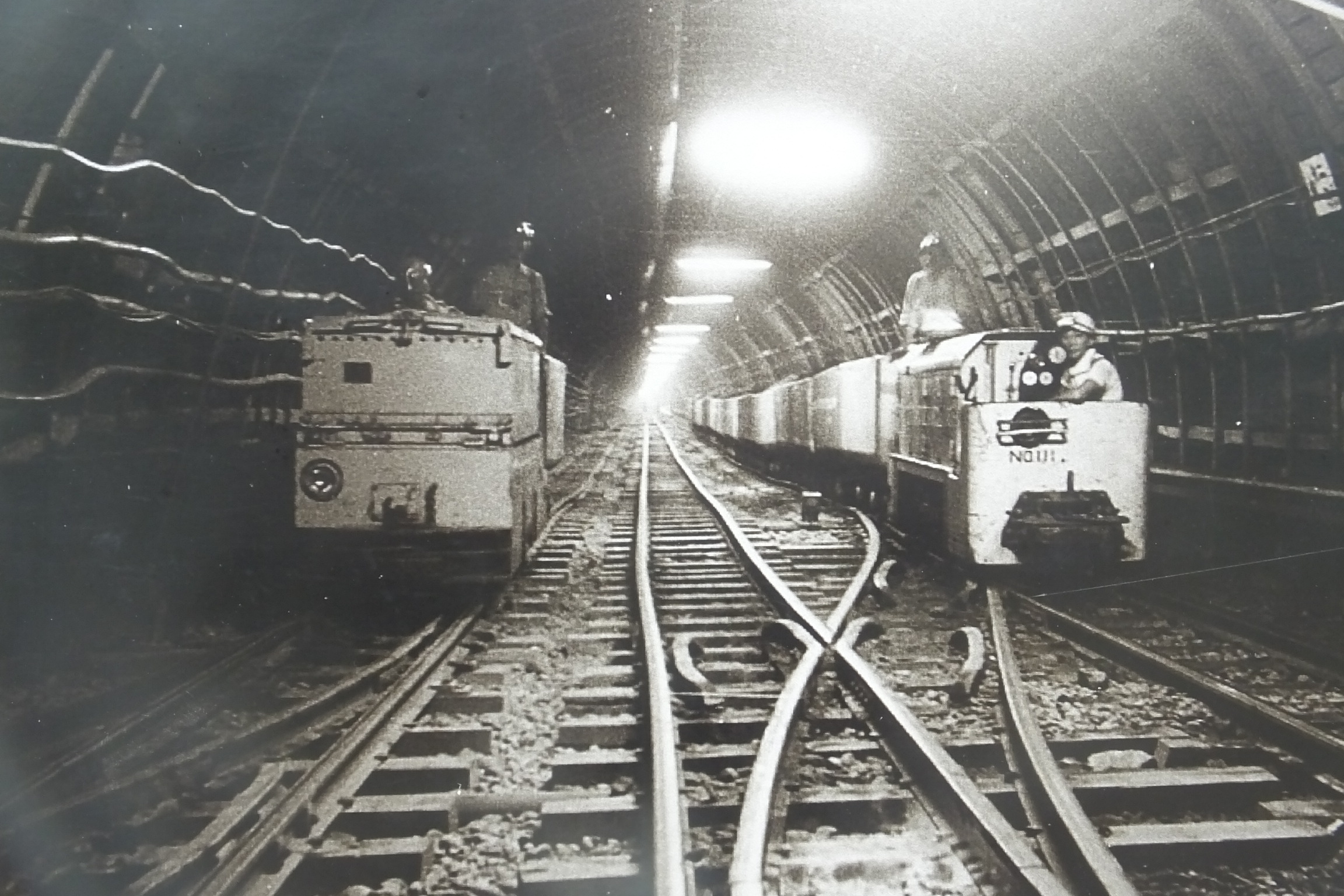
住友奔別炭鉱トロッコ列車と労働者

## 各国の状況

各国の石炭生産量

石炭生産量の国際比較を行うことができる統計は多くはないが、石炭産出量が特に多い国は中国、アメリカ、インド、オーストラリア、ロシア、南アフリカ、ドイツ、ポーランド、インドネシア、ウクライナである。
| 国             | 生産量(百万トン) |
| -------------- | ---------------- |
| 中華人民共和国 | 3,692            |
| インド         | 745              |
| 米国           | 640              |
| インドネシア   | 585              |
| オーストラリア | 500              |
| ロシア         | 425              |
| 南アフリカ     | 264              |
| ドイツ         | 132              |
| カザフスタン   | 117              |
| ポーランド     | 112              |

古くから産炭地として知られたが、小規模であることや設備の老朽化などに伴い規模を縮小しつつあるものには、産業革命と共に発展を歩んだイギリスのランカシャー、ヨークシャー地方、ウェールズ地方。ドイツのルール地方、ザール地方、チェコのボヘミア地方などを上げることができる。これらの中には閉山を余儀なくされたものも多い。その一方で、中小規模ながら高品質の石炭を産出することで稼働を続ける炭田として、ベトナムのホンゲイ炭田のようなものも存在する。

### 日本
日本では現在、坑道掘りでは太平洋炭礦を引き継いだ釧路コールマインが存続している。露天掘りでは、砂子組が砂子炭坑三笠露天掘坑（三笠市奔別鳥居沢町）の他、三井系、三菱系がそれぞれ数社が採掘し北海道電力へ納入している。

### 欧米
第二次世界大戦後のヨーロッパの国々はヨーロッパ全体での石炭産業の調整（国際カルテル）を行うための欧州石炭鉄鋼共同体を創設するパリ条約 (1951年)を締結、1952年に実行した。多くの国でカルテルは禁止され政治的な反対もあったが、例外規則によって設立がなされた。この意義は、石炭と鉄鋼は戦争の原因となる資源であり、それを共同管理することで平和にやっていこうという事である。2002年7月23日にパリ条約は失効したが、欧州共同体に引き継がれ、さらに発展拡大された欧州連合に引き継がれる。
フランス

フランス国内の石炭産出地とノール県の場所（赤枠）

フランスのノール県やロレーヌ地域圏などから産出していた。第一次世界大戦で大手石炭採掘企業アンザン炭鉱会社の施設が破壊されて減産し、第二次世界大戦前にはイギリスなどから輸入していた。
戦後は、更に国内産出も減少し、外貨不足と周辺諸国の混乱によって深刻な石炭不足となった。その他の物資不足も起きていた状況から、フランスでは多くの産業を国有化し、石炭産業も1946年からフランス石炭公社の形で再建を図った。
国有化後も国際競争の荒波に勝てず、閉山、生産縮小を余儀なくされた。閉山した炭鉱は観光地化などの道をたどった。

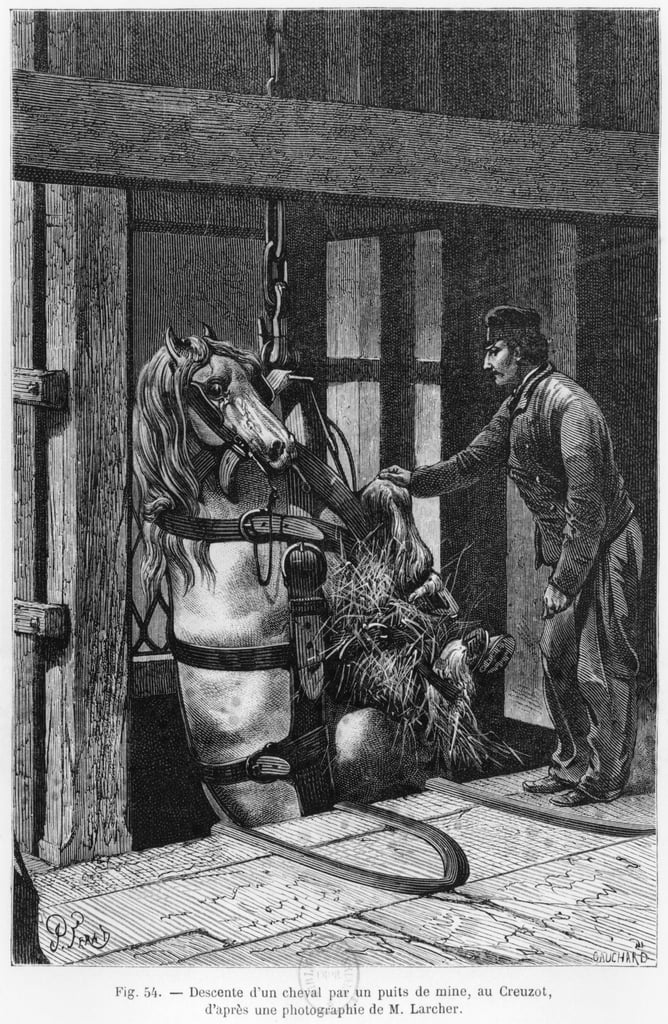
1867年、ル・クルーゾ炭鉱の坑道に降ろされる運搬用の馬（ルイ・シモナン「地下生活 - または鉱山と鉱夫」より[注 3]）
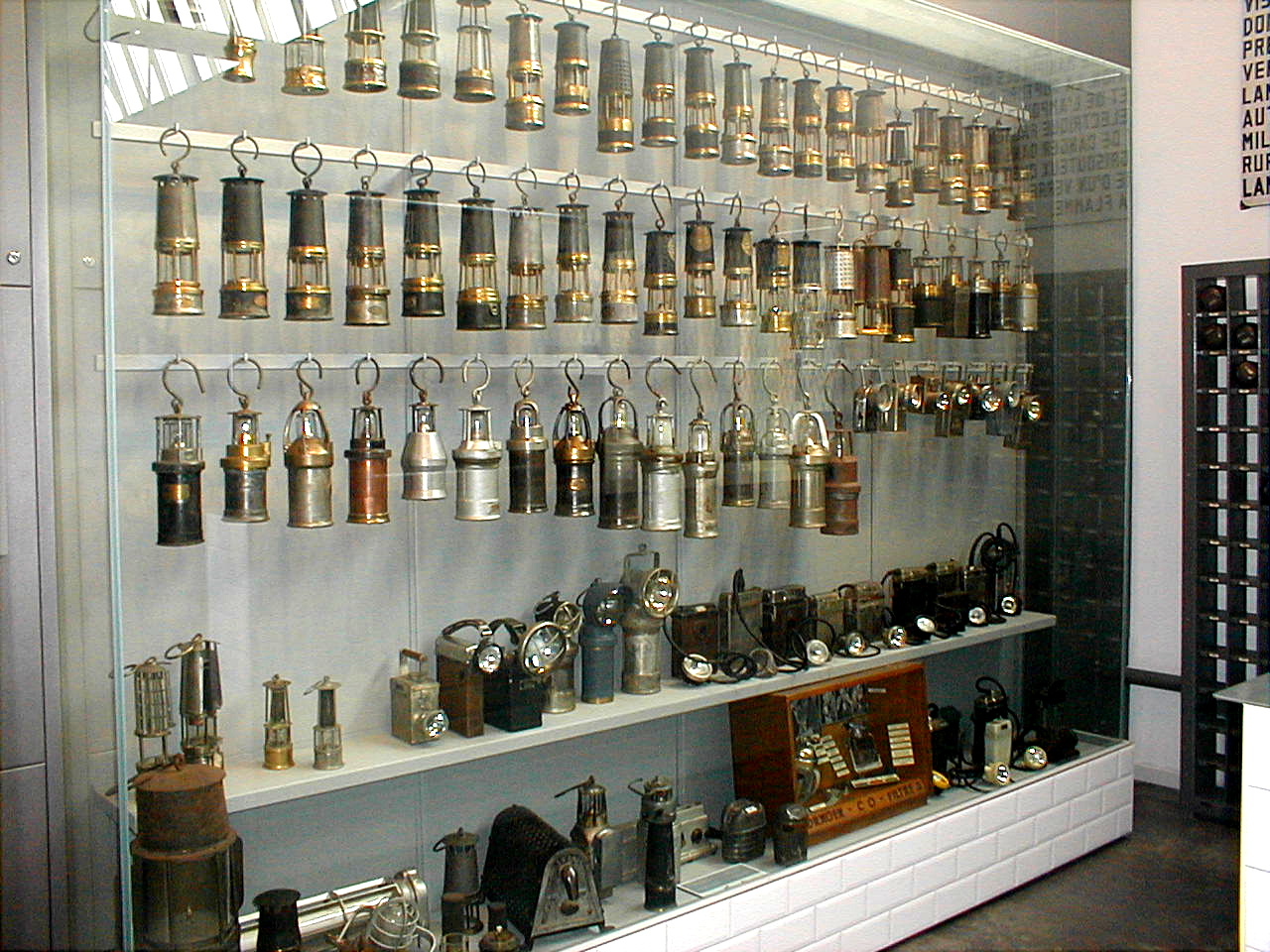
ランプルームで管理され、下に降りる前に身分証を渡しランプを貰い管理していた。
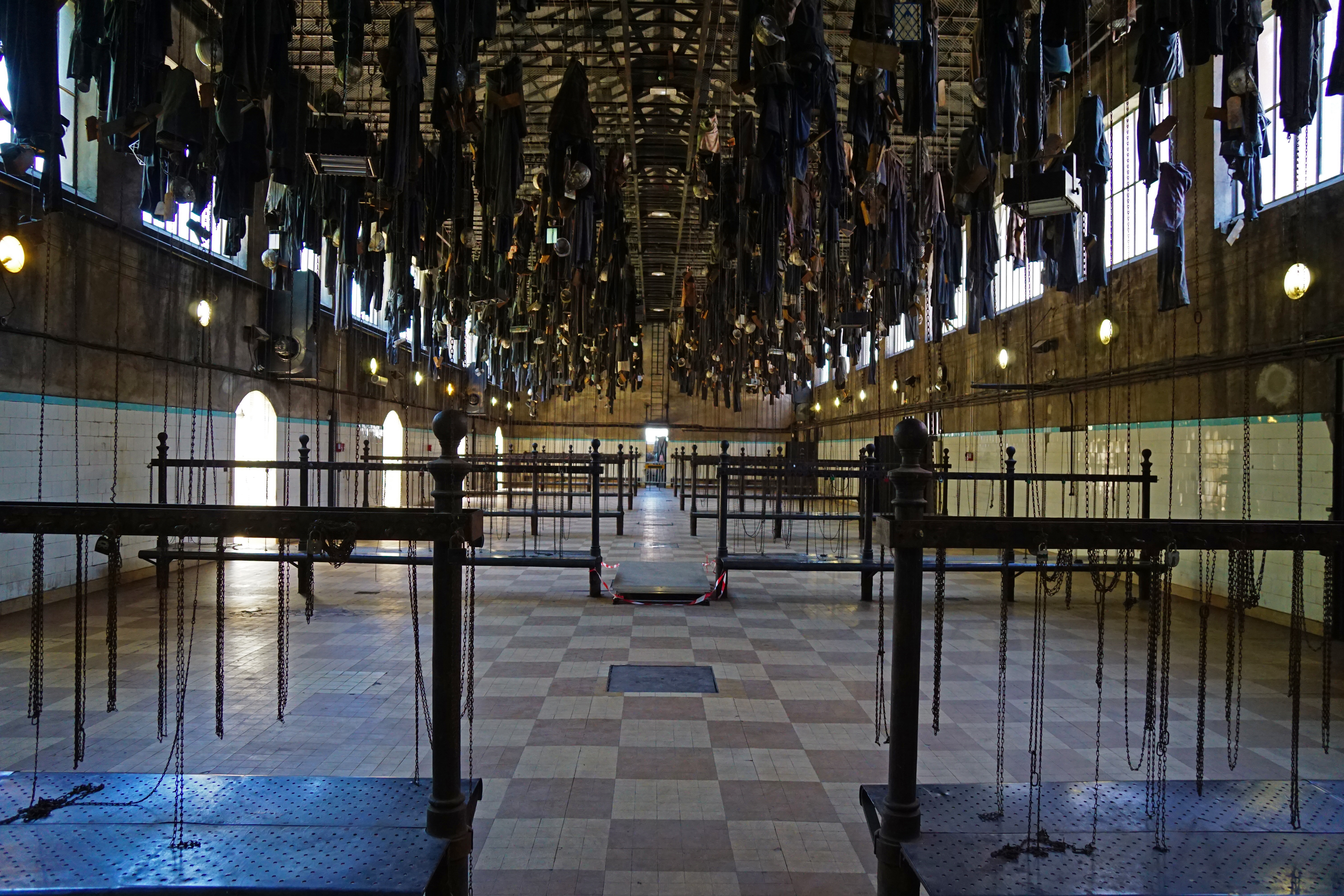
更衣室。掃除しやすく、すぐ乾くようになっていた。

ポーランド
歴史的にシレジアとルブリンから採掘が行われてきた。2021年、ポーランド政府と石炭採掘組合は2049年までにすべての炭鉱を閉鎖する協定草案に合意した
ロシア
埋蔵量は世界で2番目に大きい1,730億トンであり、そのほとんどはクズネツク炭田、カンスク・アチンスク炭田の物である。
アメリカ

### 中国
中国の炭鉱は、国営重点炭鉱、国営地方炭鉱、郷鎮炭鉱の3つに分類される。
国営重点炭鉱
国営重点炭鉱は従来中央政府の管轄下にあったもので、1998年の中央政府の石炭部（省）の石炭産業局への格下げに伴って省政府の管轄に移されたものをいう。
国営地方炭鉱
国営地方炭鉱は国営重点炭鉱以外の国有炭鉱のうち省や県が管轄しているものをいう。
郷鎮炭鉱
郷鎮炭鉱は地方政府のうち町や村などが管轄する炭鉱及び個人企業が経営している炭鉱をいう。中国政府は1983年から郷鎮炭鉱の発展を奨励する政策をとっていた。郷鎮炭鉱の規模は労働者が数千人の規模のものから数人規模のものまであるが個人企業が経営している炭鉱は通常10人以下の労働者で経営されている。

## 日本の炭鉱

日本の石炭供給先の推移

日本における炭鉱は、経済的に開発価値のある炭田が51、炭田未満の石炭埋蔵地区が64あると通産省は1956年に報告している。石炭埋蔵量は約202億万トン、うち開発可能な石炭は31億万トンと推定されている。埋蔵量は、北海道が101億トンと約半数であり、次いで九州が79億トンで、二つの地域で9割を占めている。
日本の炭鉱はアメリカやオーストラリアの大規模炭鉱と比べて地層構成が複雑なため、石炭は地下の深部にあることが多い。そのため何キロメートルにも及ぶ坑道を掘り採掘していたが、労働条件は悪く、後述のようにメタンガスや粉塵による爆発事故・落盤などが多発し、多くの殉職者を出してきた。
国際連合教育科学文化機関（ユネスコ）は、明治日本の産業革命遺産 製鉄・製鋼、造船、石炭産業を世界文化遺産に指定した。リストでは主に九州地方の炭鉱、端島炭坑（軍艦島）、高島炭鉱、三井三池炭鉱が挙げられている。

### 採掘量の推移
明治維新以後、石炭は燃料や工業原料（特に製鉄業）として使用量が増大した。北海道、福島県、山口県、福岡県、佐賀県、長崎県が主産地で、最盛期にはこれらの地域を中心に全国に800以上の炭鉱が開かれ、第二次世界大戦中に年間産出量は6000万トンに達した。終戦後急激に減少し、その後産業の回復につれて産出量は再度増加した。
1950年以降ほぼ5000万トンを超えるレベルに回復したが、石油の大量輸入（エネルギー革命）、コスト面で外国産のものに太刀打ちできないなどの問題で1961年をピークに徐々に衰退し、2002年以降国内で操業している坑内掘り炭鉱は、北海道の釧路炭鉱の1箇所のみとなった。この炭鉱のある釧路炭田は、推定埋蔵量20億トンと大規模であり、炭層が厚く水平に広がり、機械化（SD採炭）採掘が容易であることから、採炭技術の継承と海外技術者の研修受入先としても活用されている。2007年度以降、年間60万トン体制での採炭を続けていた。
しかし石炭価格の高騰に伴い、国産石炭もコスト競争力をもつようになってきたため、露天掘り炭鉱が次々と開発される。また福島第一原発事故後、国内の原子力発電所が順次運転を停止する中、電力会社は電力の安定供給のため、既存の石炭火力発電所をフル稼働させるようになったため、採掘事業者に対して増産を求める動きもあった。
2015年度の石炭生産は坑内掘りと露天掘りを合わせて120万トン弱で、内訳は坑内掘り（釧路コールマイン）が約47万トン、露天掘り（7社）が約73万トンとなっている。
2018年度は96万トンが国内で生産された。

### 稼働中の炭鉱あり
現在、日本国内において稼働中の炭鉱はすべて北海道の炭鉱である。
- 釧路炭田：北海道釧路市（釧路コールマイン）埋蔵量25億t（国内最大）

国内唯一の坑内掘り炭鉱として年50万t生産中。採炭とベトナム・中国等への石炭技術の継承も行う。おもに発電用。
- 石狩炭田：北海道空知管内（夕張市、三笠市、美唄市、歌志内市、上砂川町、奈井江町、赤平市、芦別市）

規模の小さな露天掘りによる炭鉱が数カ所存在する。
- 北菱美唄（北菱産業埠頭）：美唄市
- 三美炭鉱（三美鉱業）：美唄市
- 砂子炭鉱（砂子組）：三笠市
- 空知新炭鉱（空知炭鉱）：歌志内市
- 東芦別炭鉱（平野重機鉱業）：芦別市
- 新旭（芦別鉱業）：芦別市

- 留萌炭田（北海道空知管内・留萌管内）：羽幌町、沼田町など
  - 吉住炭鉱（吉住炭鉱）：小平町

出典：

### 全て閉山
- 天北炭田（北海道宗谷管内）：猿払村、浜頓別町など
- 常磐炭田（福島県東部〜茨城県北東部）：いわき市、北茨城市、高萩市など
- 宇部炭田（山口県西部）：宇部市、山陽小野田市など
- 大嶺炭田（山口県西部）：美祢市

日本には珍しい無煙炭の炭鉱。
- 筑豊炭田（福岡県中央部、いわゆる筑豊地域）：飯塚市、直方市、田川市など
- 糟屋炭田（福岡県西部）：糟屋郡

主に海軍・国鉄向けの官有炭鉱。
- 三池炭田（福岡県南西部・熊本県北西部）：大牟田市、高田町（現・みやま市）、荒尾市
- 唐津炭田（佐賀県北部）：唐津市、多久市など
- 北松炭田（長崎県北部）：松浦市、佐世保市域北部、北松浦郡
- 西彼杵炭田（長崎県中西部）：長崎市域北西部、西海市、長崎市高島町など
- 天草炭田（熊本県天草地方）：本渡市（現・天草市）など
- 西表炭鉱（沖縄県八重山列島）：西表島（八重山郡竹富町）、内離島 宇多良炭鉱など

## 炭鉱に起因する問題
- 炭層火災（英語版）
- シンクホール
- 石炭廃物（英語版） - 採掘や選鉱などで出た廃棄物、土壌を汚染する。燃やした後のフライアッシュではない。
- 酸性鉱山排水（英語版）による周囲の水質悪化
- 資源の呪い - 資源に頼り産業が発展せず、掘り出された土で土壌が汚染され、資源確保で内戦や政治の腐敗を招くことから、工業力や経済が発展しないことを指す経済用語

## 炭鉱博物館、テーマパーク
日本
- 赤平市炭鉱遺産ガイダンス施設[40][41]
- 夕張市石炭博物館、石炭の歴史村
- 大崎市三本木亜炭記念館
- 田川市石炭・歴史博物館
- 直方市石炭記念館
- いわき市石炭・化石館（愛称：ほるる）
- 大崎市三本木亜炭記念館
- 大牟田市石炭産業科学館

アジア
- 中国石炭博物館（中国語版）
- 坊子炭鉱遺跡文化園（坊子炭鉱博物館、地下炭鉱体験館…）- 中国山東省濰坊市坊子区
- 台湾煤鉱博物館

ヨーロッパ
- ブラックカントリー・リビングミュージアム（英語版）（イギリス）
- ビッグ・ピット国立石炭博物館（イギリス）
- イングランド国立炭鉱博物館（英語版）
- グイド鉱山と炭鉱博物館（英語版）(ポーランド)
- 文化科学宮殿(ポーランド)
- サン＝テティエンヌ鉱山博物館（フランス語版）（フランス）
- ボワ・デュ・カジエ（フランス語版）（フランス、世界遺産「ワロン地方の主要な鉱山遺跡群」の一部）
- ツォルフェアアイン炭鉱業遺産群（ドイツ） - 2001年にユネスコの世界遺産に登録。